# Історія Ресіфі

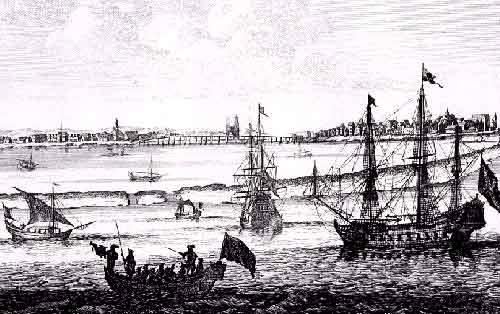
Мауріцстад (зараз район Ресіфі) близько 1645 року. Гравюра Рітера Шенка на основі малюнку Франса Поста з книги Rerum in Brasilia et alibi gestarum Каспара Барлеуса.

Місто Ресіфі від часу заснування пов'язано із своїм портом, що протягом всієї історії був одним з головних центрів експорту цукру. Великий вплив на історію міста також справило сусіднє місто Олінда, що протягом довгого часу було столицею капітанії та провінції Пернамбуку. Найбільший культурний вплив на місто здійснили португальці, яким місто належало майже весь час до здобуття Бразилією незалежності, та голландці, що володіли ним протягом 24 років у 17 столітті.

## Найраніші часи
Перша згадка про місто відноситься до 1537 року, Ресіфі було згадано у форалі Олінди як невелике рибацьке селище. Свою назву місто отримало від португальського слова recife — «риф», через наявність великого числа рифів біля узбережжя.
Протягом наступного періоду Ресіфі виконував функції головного торгового порту капітанії, а потім провінції Пернамбуку. Весь цей час він залишався в тіні Олінди, де мешкала місцева аристократія через стратегічне розташування міста на пагорбі, який полегшував оборону. Укріплення Ресіфі не були настільки надійними через дію моря, а прибережне місто залишалося уразливішим для піратів та іноземних флотів. Так, наприкінці 16 століття Ресіфі атакував і розграбував англійський пірат Джеймс Ланкастер, якому, з трьома кораблями, вдалося робити маленький гарнізон захисників порту.
Між 1620 і 1626 роками губернатор Матіас ді Альбукеркі спробував збудувати у місті нові укріплення (серед них Форт Брум), призначені захистити місто від голландців, що почали військові дій проти Португалії та в 1624 році напали на Баїю.

## Нідерландський уряд

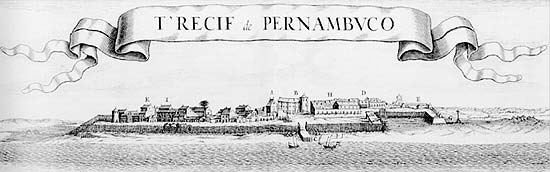
Ресіфі у 1664, малюнок Жуана ді Лаета

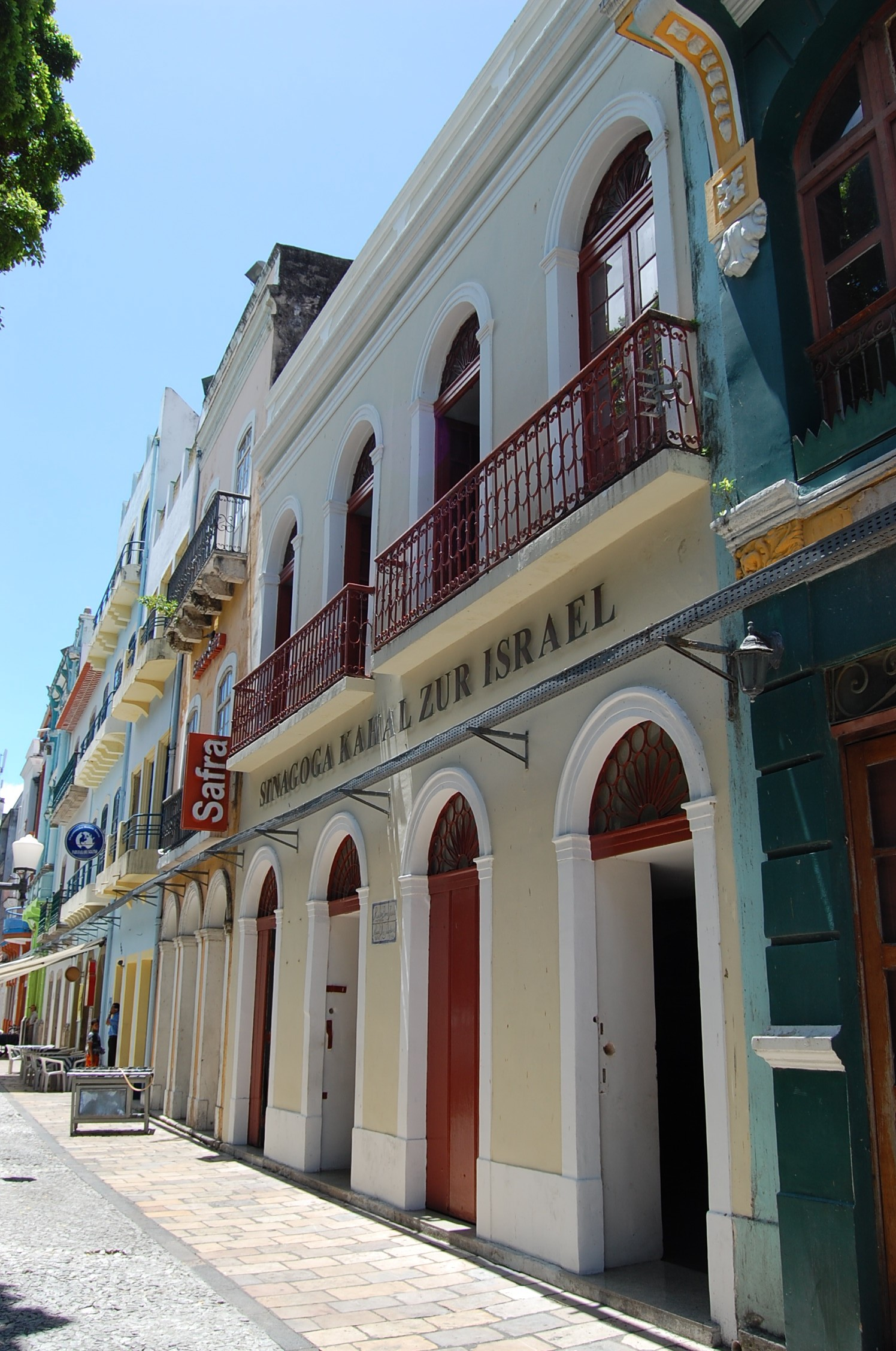
Синагога Кахал-Цур-Ізраель в Старому Ресіфі

Голландське вторгнення почалося 16 лютого 1630 року, коли війська Голландської Вест-Індської компанії у складі 7 тис. солдатів на 67 кораблях висадилися на пляжі Пау-Амарелу. Оскільки забезпечення експорту цукру було важливою задачею Компанії, місто Ресіфі, що мало великий порт, отримало домінуюче значення. До 1636 року поруч зі старим португальським містом було збудовано голландське місто Мауріцстад, що стало столицею Голландської Бразилії. Протягом значної частини періоду голландського панування містом керував граф Йоган Мауріц ван Нассау-Зіген.
Голландці збудували в Бразилії цілий ланцюжок фортець від Сеари біля гирла річки Сан-Франсіску до півдня Алагоасу. Встановивши також контроль над африканським узбережжям від Гвінеї до Анголи, голланці перехопили у португальців транспорт рабів до американських колоній, що почали активно завозитися до Пернамбуку через порт Ресіфі для використання на цукрових плантаціях.

Коли в 1637 році керування колонією отримав грав Нассау, він перевіз до неї велику команду архітекторів та інженерів. Вони збудували в Мауріцстаді численні мости, греблі і канали для покращення герграфічних умов міста. Архітектор Пітер Пост відповідав за проект власне міста і багатьох його споруд, зокрема палацу Фребург, резиденції губернатора Нової Голландії, і будівлі першої в Новому Світі астрономічної обсерваторії.
Голландський уряд проводив політику релігійного співіснування між католиками і кальвіністами. Крім них, в Ресіфі виникла велика юдейська спільнота, також тут в 1642 році була відкрита перша в Америці синагога — Кахал-Цур-Ізраель.
Граф Нассау також покровительствував наукам та витонченим мистецтвам. З ним до Бразилії прибула ціла плеяда натуралістів та живописців для дослідження та зображення нового континенту. Серед них були художники Франс Пост і Альберт Екгоут, що зобразили численні місцеві пейзажі та екзотичні місця, медик Віллем Пісо і натураліст Георг Марґґраф, до досліджували місцеві флору і фауну, лікарські рослини і тропічні хвороби.
Після суперечки з керівництвом Компанії, незадоволеної рівнем доходів з Бразилії, в 1644 році граф Нассау повернувся до Європи. Нові голландські губернатори викликали значне незадоволення вже місцевого населення, що привело до повстання — Пернамбуканського повстання — що в результаті привело до остаточного вибіття голландців з Пернамбуку в 1654 році.

## Бродячі торговці

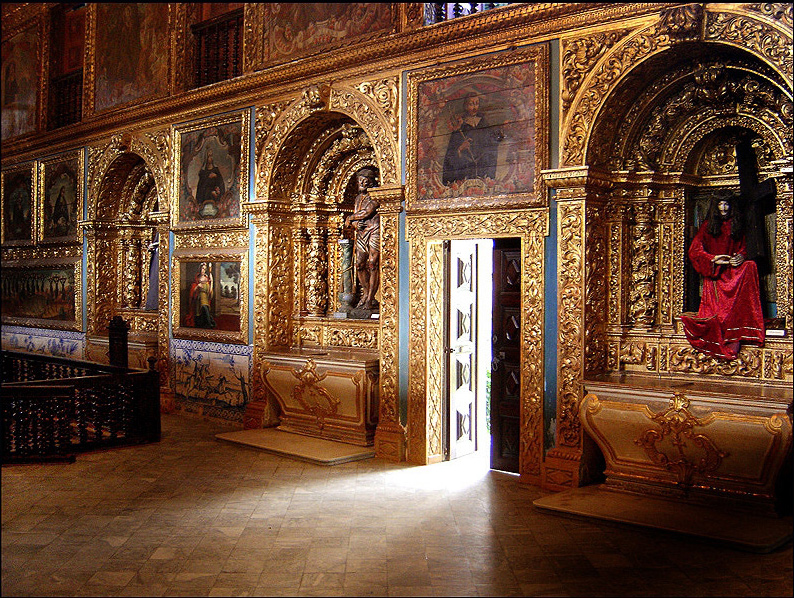
Декорації Позолоченої каплиці в стилі бароко, початок 18 століття.

Після вибіття голланців, виробництво цукру в Пернамбуку та його експорт через порт Ресіфі скоротилися через конкуренцію з голландськими володіннями на Антильських островах та у Суринамі, де використовувалися новіші технології. У той же період до Ресіфі почало прибувати багато комерсантів з Португалії, яких зневажливо називали mascates — «бродячі торговці». Вони селилися у місті, просуваючи торгівлю та піднімаючи його добробут. Однак швидкий ріст багатства і значення Ресіфі викликав незадоволення сільськогосподарчої аристократії з Олінди, особливо у світі падіння її доходів через зменшення експорту цукру. Конфлікт економічних та політичних інтересів між старою аристократією та новою буржуазією Пернамбуку привів до збройного конфлікту між ними, «Війни торговців», що тривала у 1710—1711 роках, протягом яких місто стало ареною численних сутичок.
Проте конфлікт не приніс збитків місту і не зупинив росту його багатства. Вже в 1710 році Ресіфі отримав статус незалежного селища (vila independente). У 1711 році його населення становило 16 тис., а у 1745 році зросло до 25 тис. мешканців. Незважаючи на низькі ціни на цукор, тут були збудовані нові величні монастирі й церкви, серед них Монастир і церква Санту-Антоніу (збудовані протягом 18 століття), Позолочена каплиця (відкрита у 1724 році) і Собор Сан-Педру-дус-Клерігус (розпочатий в 1725 році).

## Революції

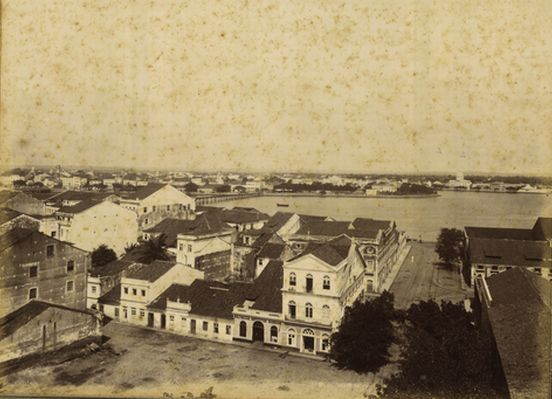
Ресіфі у 1880—1885 роках, фото Моріца Ламберга, з колекції Терези Кристини.

На початку 19 століття історія Ресіфі була відмічена повстаннями, надихнутими ліберальними ідеями Європи: торговці, аристократи і священики разом намагалися отримати більшої автономії колонії від метрополії. Тим часом, домінуючі класи повністю відкидали ідеї скасування рабства і надання влади представникам народу, побоюючись соціальних виступів.
Так, протягом цього періоду прийшов ряд найбільших повстань в історії міста, зокрема Пернамбуканська революція 1817 року, Екваторіальна конфедерація 1824 року і Повстання Праєйра 1848 року. Ресіфі отримав значну фактичну незалежність, тут не визнавали як центральну владу, так і провінціальну владу з сусідньої Олінди. Саме місто продовжило швидко розвиватися, і в 1823 році отримало статус міста (cidade).

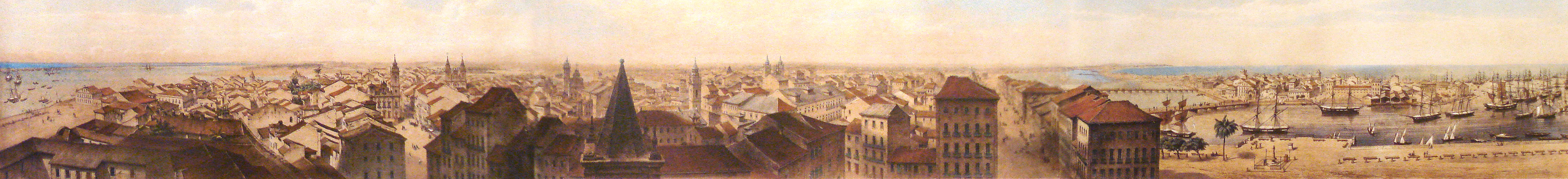
Панорама Ресіфі у 1855 році, картина Фридриха Хагедорна.

## 20 століття
Від початку 20-го століття в місті тривав період активного культурного розвитку, що почався з доби Прекрасної епохи.
Протягом цього століття місто перетворилася на важливий промисловий центр, численні промислові підприємства міста становлять нині основу його економіки. Також протягом цього періоду в місті розвинулися медицина і туризм.